# Hans Åkerberg
Hans Ingemar Gustav Åkerberg, född 29 augusti 1935, död 5 januari 1994 i S:t Johannes församling i Malmö, var en svensk docent i religionspsykologi vid Lunds universitet.
Hans Åkerberg disputerade i Lund år 1975 med avhandlingen Omvändelse och kamp : en empirisk religionspsykologisk undersökning av den unge Nathan Söderbloms religiösa utveckling 1866–1894.
Åkerberg gjorde bland annat studier om svenska skolungdomars existentiella problematik. Hans undersökningar visade att 30 procent av dessa hade funderat på självmord och tre av fyrtio dagligen hade dylika funderingar. Åkerberg riktade en skarp kritik mot den svenska skolan som han inte ansåg ta denna frågeställningar på allvar.
Hans Åkerberg är begravd på Sankt Pauli södra kyrkogård i Malmö.